# Abapeba hoeferi
Abapeba hoeferi là một loài nhện trong họ Corinnidae.
Loài này thuộc chi Abapeba. Abapeba hoeferi được miêu tả năm 2000 bởi Bonaldo.